# 黑毛毛壳蟹
黑毛毛壳蟹（学名：Pilodius nigrocrinitus）为扇蟹科毛壳蟹属的动物。分布于日本、菲律宾、马来群岛、新几内亚、新喀里多尼亚、澳大利亚、斐济、安达曼海以及中国大陆的广西等地，生活环境为海水，多生活于珊瑚礁丛中。